# Blue Man Cape
Blue Man Cape är en udde i Kanada.   Den ligger i territoriet Nunavut, i den norra delen av landet, 3 800 km norr om huvudstaden Ottawa.
Terrängen inåt land är huvudsakligen kuperad, men österut är den platt. Havet är nära Blue Man Cape åt sydväst. Trakten är glest befolkad. Det finns inga samhällen i närheten.
Trakten runt Blue Man Cape består i huvudsak av gräsmarker.